# 老爸老妈的浪漫史 (第二季)
《老爸老妈的浪漫史》第二季（英語：How I Met Your Mother Season 2），美国情境喜剧。劇集由卡特·贝斯和克雷格·托馬斯創作，第二季於2006年9月18日至2007年5月14日在CBS電視台播出，共22集。

## 劇情
泰德繼續對他的兒女講述他當年是如何遇到他們的老媽。然而由於整個故事太過漫長，聽得他的兒女相當煩躁，他們希望老爸可以跳過其他次要情節，直接講述與老媽相遇相知的那一段，甚至還抱怨道：「感覺老爸你像是已經講了......一整年！」
泰德與羅賓開始正式交往，馬修則試圖過著沒有莉莉的新生活。由於泰德有了交往對象，而馬修沒有，因此巴尼轉往跟馬修一起去泡妞，順便讓馬修可以儘早適應沒有莉莉的生活。不久之後，莉莉從舊金山回到紐約，經過一段重修舊好的過程，最後還是跟馬修重新交往，並重新籌組婚禮。一日大夥忍不住好奇開始猜測羅賓來紐約之前的神秘過往，對此馬修和巴尼一起約好「賭耳光」：巴尼猜羅賓以前拍攝過色情片，而馬修認爲不是這樣的，揭曉真相后贏的人以打輸的人幾個耳光。最後馬修贏了，並且得到5次打巴尼耳光的機會，隨時隨地都可以。現在大家才知道，原來羅賓之前是加拿大青春偶像，主打歌是《一起去大賣場吧》。本季中巴尼的非裔同性戀哥哥詹姆斯也出場亮相，而且巴尼還堅信一位知名電視主持人是他的親生爸爸——這其實只是他媽媽從小對他撒的謊，但他卻一直對此深信不疑，甚至還準備親自參加節目，現場認親。
在本季的最後，馬修與莉莉終成眷屬。而在婚禮的宴會上，泰德向巴尼坦誠他與羅賓了解到彼此對未來有着不可調和的巨大分歧——泰德想結婚生子，但羅賓並不想——因而兩人決定和平分手。本季最後一集的最後，巴尼知道泰德恢復單身之後，迫不及待地喊出：「這一定會是傳——」

## 演员

### 主演
- 喬什·拉德諾 饰 泰德·莫斯比（22集）
- 傑森·席格爾 饰 馬修·艾利克森（22集）
- 蔻碧·史莫德 饰 羅賓·什貝斯基（22集）
- 尼爾·派屈克·哈里斯 饰 巴尼·斯廷森（22集）
- 艾莉森·漢尼根 饰 莉莉·艾爾德林（22集）
- 鮑勃·薩格 饰 2030年的泰德（旁白，22集）

### 常设
- 琳德茜·馮塞卡 飾 泰德将来的女儿潘妮（Penny，4集）
- 大衛·亨利 飾 泰德将来的儿子盧克（Luke，4集）
- 乔·涅维斯（Joe Nieves）饰 酒吧掌柜卡尔·“麦克拉伦”（Carl "MacLaren"，4集）
- 夏琳·阿莫娅（英语：Charlene Amoia） 饰 酒吧女侍应温蒂（Wendy，3集）
- 乔·曼根尼罗 飾 布拉德·莫里斯（Brad Morris，5集）
- 迈克尔·格罗斯 飾 泰德的父親阿爾弗雷德（Alfred，3集）
- 马歇尔·马内什（英语：Marshall Manesh） 饰 司机兰吉特（Ranjit，1集）

### 客串
- 布莱恩·科兰斯顿 饰 泰德上司哈蒙德·德拉瑟兹（Hammond Druthers）
- 大衛·伯卡 饰 莉莉高中男友“小摩托”（Scooter）
- 韦恩·布雷迪（英语：Wayne Brady） 饰 斯廷森的哥哥詹姆斯（James）
- 露西·黑尔 饰 寇碧的妹妹凯蒂（Katie）
- 瑞恩·平克斯顿 饰 凯蒂小男友凯尔（Kyle）

## 集数列表
| 總集數 | 集數 （季） | 標題                                            | 導演          | 編劇                                   | 首播日期       | 製作 代碼 | 美国收視人數 （百萬） |
| ------ | ----------- | ----------------------------------------------- | ------------- | -------------------------------------- | -------------- | --------- | --------------------- |
| 23     | 1           | 咱讲到哪儿了？ Where Were We?                   | 帕梅拉·弗莱曼 | 克雷格·托马斯                          | 2006年9月18日  | 2ALH01    | 10.48                 |
| 24     | 2           | 毒蝎与癞蛤蟆 The Scorpion and the Toad          | 罗伯·格林伯格 | Chris Harris                           | 2006年9月25日  | 2ALH02    | 9.34                  |
| 25     | 3           | 早午餐 Brunch                                   | 帕梅拉·弗莱曼 | Stephen Lloyd                          | 2006年10月2日  | 2ALH03    | 8.72                  |
| 26     | 4           | 泰德·莫斯比：建筑师 Ted Mosby: Architect        | 帕梅拉·弗莱曼 | Kristen Newman                         | 2006年10月9日  | 2ALH04    | 9.73                  |
| 27     | 5           | 世界最佳伉俪 World's Greatest Couple            | 帕梅拉·弗莱曼 | Brenda Hsueh                           | 2006年10月16日 | 2ALH06    | 9.25                  |
| 28     | 6           | 奥尔德林正义 Aldrin Justice                     | 帕梅拉·弗莱曼 | Jamie Rhonheimer                       | 2006年10月23日 | 2ALH05    | 9.77                  |
| 29     | 7           | 屎沃利 Swarley                                  | 帕梅拉·弗莱曼 | Greg Malins                            | 2006年11月6日  | 2ALH07    | 8.43                  |
| 30     | 8           | 大西洋城 Atlantic City                          | 帕梅拉·弗莱曼 | Maria Ferrari                          | 2006年11月13日 | 2ALH08    | 9.47                  |
| 31     | 9           | 赌耳光 Slap Bet                                 | 帕梅拉·弗莱曼 | Kourtney Kang                          | 2006年11月20日 | 2ALH09    | 8.94                  |
| 32     | 10          | 单身后劲 Single Stamina                         | 帕梅拉·弗莱曼 | Kristen Newman                         | 2006年11月27日 | 2ALH10    | 9.93                  |
| 33     | 11          | 莉莉是如何偷走圣诞节的 How Lily Stole Christmas | 帕梅拉·弗莱曼 | Brenda Hsueh                           | 2006年12月11日 | 2ALH11    | 8.81                  |
| 34     | 12          | 纽约初日 First Time in New York                 | 帕梅拉·弗莱曼 | 格洛里娅·卡尔德龙·凯利特               | 2007年1月8日   | 2ALH12    | 8.37                  |
| 35     | 13          | 圆柱 Columns                                    | 罗伯·格林伯格 | Matt Kuhn                              | 2007年1月22日  | 2ALH13    | 9.42                  |
| 36     | 14          | 周一橄榄球之夜 Monday Night Football            | 罗伯·格林伯格 | 卡特·贝斯 & 克雷格·托马斯              | 2007年2月5日   | 2ALH14    | 10.61                 |
| 37     | 15          | 幸运便士 Lucky Penny                            | 帕梅拉·弗莱曼 | Matt Sorrentino & Martynas Prusevicius | 2007年2月12日  | 2ALH15    | 9.68                  |
| 38     | 16          | 东西 Stuff                                      | 帕梅拉·弗莱曼 | Kourtney Kang                          | 2007年2月19日  | 2ALH16    | 8.95                  |
| 39     | 17          | 永别了，老“野”车 Arrivederci, Fiero             | 帕梅拉·弗莱曼 | Chris Harris                           | 2007年2月26日  | 2ALH17    | 9.33                  |
| 40     | 18          | 搬家日 Moving Day                               | 帕梅拉·弗莱曼 | Maria Ferrari                          | 2007年3月19日  | 2ALH18    | 7.27                  |
| 41     | 19          | 告别单身趴 Bachelor Party                       | 帕梅拉·弗莱曼 | 卡特·贝斯 & 克雷格·托马斯              | 2007年4月9日   | 2ALH19    | 7.64                  |
| 42     | 20          | 一决胜负 Showdown                               | 帕梅拉·弗莱曼 | 格洛里娅·卡尔德龙·凯利特               | 2007年4月30日  | 2ALH20    | 7.24                  |
| 43     | 21          | 一样借 Something Borrowed                       | 帕梅拉·弗莱曼 | Greg Malins                            | 2007年5月7日   | 2ALH21    | 7.69                  |
| 44     | 22          | 一样蓝 Something Blue                           | 帕梅拉·弗莱曼 | 卡特·贝斯 & 克雷格·托马斯              | 2007年5月14日  | 2ALH22    | 7.70                  |